# IC 2516
IC 2516 је лентикуларна галаксија у сазвјежђу Мали лав која се налази на листи објеката дубоког неба у Индекс каталогу.
Деклинација објекта је + 37° 41' 15" а ректасцензија 9h 54m 48,3s. Привидна величина (магнитуда) објекта IC 2516 износи 14,3 а фотографска магнитуда 15,2. IC 2516 је још познат и под ознакама MCG 6-22-28, CGCG 182-34, NPM1G +37.0238, PGC 28589.